# Munkebossen
De Munkebossen zijn een 81 hectare groot bos- en natuurgebied in de Belgische gemeentes  Wingene en Oostkamp in het 'Landschapspark Bulskampveld'. Dit landschap is een oud veldgebied dat nu deels bebost (zuur eikenbos met zomereik en beuk) is, met enkele kastelen ( Kasteel Lakenbossen, Kasteel Raepenburg, Kasteel Munkengoed) en een typisch drevenpatroon. Er werden dreven aangeplant langs de kaarsrechte verkavelingswegen in het gebied en het gehele gebied werd bebost zoals te zien is op de Ferrariskaart. Het bosgebied is privé-eigendom (nv Domein Munkebossen  en sluit in het noorden aan op het Gemeentelijk Bos van Oostkamp Zorgvliet. De Munkebossen (74 hectare ervan) zijn Europees beschermd als onderdeel van Natura 2000-habitatrichtlijngebied 'Bossen, heiden en valleigebieden van Zandig Vlaanderen: westelijk deel'.